# 28556 Kevinchen
28556 Kevinchen è un asteroide della fascia principale. Scoperto nel 2000, presenta un'orbita caratterizzata da un semiasse maggiore pari a 2,5253507 UA e da un'eccentricità di 0,1662900, inclinata di 2,74315° rispetto all'eclittica.